# Nelli Ferjabnikova
Nelli Vasiljevna Ferjabnikova (Russisch: Нелли Васильевна Ферябникова; geboortenaam: Бильмайер; Bilmajer) (Vorkoeta, Komi, 14 mei 1949) is een voormalig basketbalspeelster die uitkwam voor het nationale basketbalteam van de Sovjet-Unie.

## Carrière
Ferjabnikova ging in 1967 spelen voor Spartak Noginsk en werd landskampioen van de Sovjet-Unie in 1978. Ze won ook de Ronchetti Cup in 1977, 1981 en 1982. Ze werd Bekerwinnaar van de Sovjet-Unie in 1973. Met het nationale team van de Sovjet-Unie haalde ze gouden medailles op de Olympische Spelen in 1976 en 1980. Ook werd ze wereldkampioen in 1975 en 1983. De Europese titel won ze in 1970, 1972, 1974, 1976 en 1978.
Ferjabnikova is afgestudeerd aan het Moskouse Instituut voor Technologie (1976) en is ingenieur-econoom. Ze kreeg verschillende onderscheidingen waaronder de Ereteken van de Sovjet-Unie, Orde van de Volkerenvriendschap, Orde van de Eer (Russische Federatie) in 2006, Geëerde Coach van Rusland en de Meester in de sport van de Sovjet-Unie in 1971.

## Privé
Ferjabnikova is getrouwd met de Moskouse basketballer Vjatsjeslav Ferjabnikov. Ze heeft twee kinderen die ook basketbal spelen: een zoon, Vladimir, van twee meter vijftien en een dochter, Olga, van een meter tweeënnegentig. Ze was ook een tijdje assistent-coach van Spartak Noginsk.

## Erelijst
- Landskampioen Sovjet-Unie: 1
  - Winnaar: 1978
  - Tweede: 1968, 1969, 1976, 1979, 1980, 1981, 1982
  - Derde: 1970, 1975, 1977
- Bekerwinnaar Sovjet-Unie: 1
  - Winnaar: 1973
- Ronchetti Cup: 3
  - Winnaar: 1977, 1981, 1982
- Olympische Spelen: 2
  - Goud: 1976, 1980
- Wereldkampioenschap: 2
  - Goud: 1975, 1983
- Europees Kampioenschap: 5
  - Goud: 1970, 1972, 1974, 1976, 1978